# El último perro
 El último perro  es una película filmada en colores de Argentina dirigida por Lucas Demare sobre el guion de Guillermo House y Sergio Leonardo según la novela de Guillermo House que se estrenó el 14 de marzo de 1956 y que tuvo como protagonistas a Hugo del Carril, Nelly Meden, Nelly Panizza y Mario Passano.
Los exteriores se filmaron en Campo de Mayo y Ezeiza y la película en principio iba a ser dirigida por Carlos Schlieper con Mirtha Legrand como protagonista femenina.

## Sinopsis
Hombres y mujeres enfrentan a los indios y a su propia soledad en una posta del desierto hacia 1875.

## Reparto
Intervinieron en el filme los siguientes intérpretes:
- Hugo del Carril ... Nicasio Gauna
- Nelly Meden ... María Fabiana
- Nelly Panizza... Martina
- Mario Passano... Ñato
- Domingo Sapelli
- Jacinto Herrera ... Cantalicio
- Rosa Catá ... Doña Juana
- Gloria Ferrandiz ... Doña Fe
- Ana Casares ... Julia
- Ricardo Trigo
- Marisa Núñez
- Rubén Durán
- Carlos A. Dussó
- Cayetano Biondo
- Carlos Cores ... Relator
- Festik Kuc ... Extra
- Nélida Lobato
- Eber Lobato
- Domingo Garibotto

## Comentarios
José Agustín Mahieu opinó:

”Desde el indio que emerge de entre las ramas de utilería, hasta las blusas de vigencia internacional (erectos pechos triunfantes), la convención triunfa sobre la verdad y la falsedad intrínseca de nuestro cine aplasta los potenciales elementos de autenticidad que estaban al alcance de nuestros actores.”

Manrupe y Portela escriben:

”Con mucho de western y melodrama, personajes de una sola dimensión y bastantes anacronismos, importa por ser el primer film en colores de calidad aceptable. Las escenas de acción están bien resueltas.”